# حرب المائة عام (1337-1360)
استمرت المرحلة الأولى من حرب المئة عام بين فرنسا وإنجلترا من 1337 حتى 1360. يشار إليها أحيانًا باسم الحرب الإدواردية لأن إدوارد الثالث ملك إنجلترا بدأها واستولى على العرش الفرنسي في تحدٍ لفيليب السادس ملك فرنسا. نتج الصراع في الأسرة الحاكمة عن الخلافات المتعلقة بالسلطة الإقطاعية الفرنسية على آكيتين (أقطانيا) والمطالبات الإنجليزية بالعرش الفرنسي. سيطرت مملكة إنجلترا مع حلفائها على هذه المرحلة من الحرب. ورث إدوارد دوقية أقطانيا وكان مُقطَعًا تابعًا لفيليب السادس ملك فرنسا كونه دوق أقطانيا. قبل إدوارد في البداية خلافة فيليب لكن العلاقة بينهما توترت حين تحالف فيليب مع عدو إدوارد ديفيد الثاني ملك اسكتلندا. قدم إدوارد بدوره الملاذ إلى روبرت الثالث كونت أرتوا وهو فرنسي هارب. عندما رفض إدوارد إطاعة مطالب فيليب بطرد روبرت من إنجلترا، صادر فيليب دوقية أقطانيا. عجل هذا بالحرب، وسرعان ما أعلن إدوارد نفسه ملك فرنسا عام 1340. قاد إدوارد الثالث ونجله إدوارد الأمير الأسود جيوشهما في حملة عسكرية ناجحة إلى حد كبير عبر فرنسا وحققا انتصارات ملحوظة في أوبيروش (1345) وكريسي (1346) وكاليه (1347) ولاروش ديرين (1347). توقفت الأعمال العدائية مؤقتًا في منتصف خمسينيات القرن الرابع عشر بسبب القلة الناتجة عن تفشي الطاعون (الموت الأسود). استمرت الحرب بعد ذلك وانتصر الإنجليز في معركة بواتييه (1356) التي أُسر فيها الملك الفرنسي جان الثاني واحتُجز مقابل فدية. وُقعت هدنة بوردو عام 1357 وتلاها توقيع اتفاقيتين في لندن عامي 1358 و1359.
أطلق إدوارد حملة ريمز بعد أن فشلت اتفاقيتا لندن والتي أفضت -على الرغم من فشلها إلى حد كبير- إلى اتفاقية بريتيني التي أعطت بعض الأراضي في فرنسا إلى إدوارد مقابل تخليه عن المطالبة بالعرش الفرنسي. كان من أسباب ذلك الاثنين الأسود (1360) حين حصلت العاصفة الغريبة التي دمرت الجيش الإنجليزي وأجبرت إدوارد الثالث على الدخول في محادثات السلام. استمر هذا السلام تسعة أعوام تلتها مرحلة ثانية من الأعمال العدائية تعرف بحرب الكارولاين.

## الخلفية
كان إدوارد الثالث من إنجلترا أقرب ذكر في ترتيب ولاية العرش حين توفي شارل الرابع ملك فرنسا في 1328. ورث إدوارد حقه هذا من خلال والدته إيزابيلا، شقيقة الملك الميت. وكان السؤال هل تستطيع أن تنقل حقًا لا تمتلكه بنفسها كونها امرأة ولا يمكن أن يكون الحاكم إلا رجلًا. قرر مجلس من الأرستقراطية الفرنسية أن أقرب وريث ذكر هو ابن العم الأول لشارل الرابع وكونت فالوا فيليب، ويجب تتويجه ليصبح فيليب السادس. كان إنشاء خلافة قانونية للعرش الفرنسي أمرًا محوريًا في الحرب طالب به إدوارد الثالث والأجيال اللاحقة من الحكام الإنجليز.
بعد بعض التردد في بادئ الأمر، قدم إدوارد الثالث (بصفته دوق أقطانيا) الولاء لفيليب السادس عام 1329. ضُمت غشكونية التي شكلت نواة أجداد إنجلترا إلى أقطانيا. تقع غشكونية جنوب غرب فرنسا شمال البرانس وكانت لسكانها لغة وعادات خاصة. شُحنت نسبة كبيرة من النبيذ الأحمر الذي كانوا ينتجونه (والمعروف أيضًا باسم كلاريت) في تجارة مربحة مع الإنجليز. وحققت هذه التجارة الكثير من الإيرادات للملك الإنجليزي. فضل الغشكونيون علاقتهم مع ملك إنجليزي بعيد يتركهم بمفردهم على ملك فرنسي قد يتدخل بشؤونهم.
استمر الفرنسيون بالتدخل في غشكونية على الرغم من تقديم إدوارد الولاء إلى فيليب. حصلت سلسلة من الاشتباكات في بعض البلدات المحصنة على طول حدود غشكونية. كانت آغينيه منطقة من غشكونية في أيدي الفرنسيين ضغط المسؤولون فيها على الإدارة الإنجليزية. تولى مسؤولون فرنسيون قضايا تخص الأماكن الدينية فيها على الرغم من كونها خاضعة لسلطة إدوارد. تعاقد فيليب أيضًا مع عدة لوردات داخل غشكونية لتأمين المقاتلين في حال حدوث حرب مع إنجلترا.
لم تكن غشكونية المشكلة الوحيدة، إذ سبب الدعم الفرنسي لاسكتلندا في ثلاثينيات القرن الرابع عشر مشكلات للإنجليز. وانقسمت الولاءات في البلدان المنخفضة. اعتمدت البلدات في فلاندرز على الصوف الإنجليزي بينما دعمت الأرستقراطية الملك الفرنسي. وكانت القوة البحرية عنصرًا آخر. أراد فيليب الخروج في حملة صليبية وجمع أسطولًا من المارسيليين. هُجرت هذه الخطط عام 1336 وانتقل الأسطول إلى القناة الإنجليزية قبالة شواطئ النورماندي في عمل استفزازي واضح ضد الإنجليز. كان روبرت الثالث كونت أرتوا أحد مستشاري إدوارد المؤثرين. كان روبرت منفيًا من البلاط الفرنسي بسبب خلافه مع فيليب السادس المتعلق بمطالبته بالإرث. أصدر فيليب في نوفمبر عام 1336 إنذارًا نهائيًا موجهًا إلى قهرمان غشكونية هدد فيه بالخطر الكبير والخلاف في حال لم يُسلَم روبرت كونت أرتوا إلى فرنسا. عندما صادر فيليب أراضي الملك الإنجليزي في غشكونية ومقاطعة بونثيو في العام التالي، شدد على قضية روبرت كونت أرتوا باعتبارها أحد أسباب ذلك.

## البلدان المنخفضة (1337-1341)
عجلت مصادرة فيليب السادس لغشكونية من الحرب عام 1337. ردًا على ذلك، تمثلت إستراتيجية إدوارد بمحافظة الإنجليز في غشكونية على موقعهم في الوقت الذي يجتاح فيه جيشه فرنسا من الشمال. ستُدعم القوات الإنجليزية بتحالف كبير من المؤيدين الأوروبيين الذين وعدهم بمكافأة تصل إلى أكثر من 200,000 جنيه إسترليني والتي بلغت قيمتها 65,000,000 جنيه إسترليني في عام 2018. اضطر إدوارد إلى جمع مبالغ كبيرة من المال بهدف دفع تكاليف الحرب لقواته ولحلفائه في القارة. كان من غير المرجح أن يتمكن البرلمان الإنجليزي من جمع المبالغ المطلوبة بسرعة، لذا وضعت خطة في صيف 1337 جعلت كل مخزون الصوف في الدولة متاحًا للمساعدة بتمويل الحرب. سيباع 30,000 كيس من قبل التجار الإنجليز والمبلغ (المقدر بنحو 200,000 جنيه إسترليني) سيُقرض إلى إدوارد. أُجبر إدوارد أيضًا على الاقتراض بكثافة من العائلتين المصرفيتين الكبيرتين باردي وبيروتسي. جاء التاجر الثري وليام دي لا بول لإنقاذ الملك بتقديم 110,000 جنيه إسترليني بعد استهلاك التمويل من العوائل المصرفية في أواخر عام 1338. جُمع معظم المبلغ الذي أقرضه وليام دي لا بول إلى الملك من التجار الإنجليز الآخرين. اقترض إدوارد المال أيضًا من تجار البلدان المنخفضة الذين فرضوا معدلات فائدة باهظة وطالبوا بضمانات حقيقية أكثر للسداد. اُحتجز كل من إيرل دربي ونورثامبتون عام 1340 ليكون ذلك ضمانة لسداد الديون. طلب إدوارد في صيف عام 1339 من مجلس العموم قرضًا قدره 300,000 جنيه إسترليني. وعرض المجلس القرض في بدايات عام 1340 مقابل امتيازات من الملك. كان إدوارد -الذي تأخر بسبب جهوده في جمع الأموال- غير قادر مؤقتًا على المضي قدمًا في خطط الغزو.
في هذا الوقت، عنى هذا التأخر أن الحكومة الفرنسية تستطيع أن تستعمل مواردها في مكان آخر. تعرضت غشكونية في ديسمبر 1338 للغزو من قبل الفرنسيين الذين استولوا على ساينت ماكير وبلايي. كان الرجل الإنجليزي المكلف بالدفاع عن غشكونية قهرمان غشكونية المدعو أوليفر إنغم، الذي كان إدوارد الثالث ووالده إدوارد الثاني متقلبين في محاباتهما له. أثبت أنه جندي «مرتجل رائع». لم يحصل إنغم على القوات أو التمويل من إنجلترا نظرًا لأن إستراتيجية الإنجليز تمثلت بغزو فرنسا من الجنوب واضطر للاعتماد التام على الموارد المحلية. كانت هذه الموارد شحيحة لذا أصبحت استراتيجيته في النهاية تحصن الإنجليز في قلاعهم والصمود ما أمكن. تمكن من إقناع لورد ألبريت بالتحول إلى جانب الإنكليز في 1339 وشن غارة بمساعدته على الأراضي الفرنسية.